# 주 난왕
주 난왕(周 赧王, ? ~ 기원전 256년)은 주나라의 제37대 왕(재위: 기원전 314년 ~ 기원전 256년)이다. 성은 희(姬), 이름은 연(延)이다. 주 신정왕의 아들이다.

## 사적
재위 중에 난왕의 영향력은 성주(현재의 뤄양 부근)로 한정되어 있었다. 왕실도 서주 무공과 동주 정공의 세력으로 분열되어 있었다. 난왕은 서주 무공에 의지해 서주(西周, 하남)로 천도했다. 조부인 동주 현왕의 시대부터 진의 세력이 급속히 확대되고 있어 여러 가지 정책에도 동주의 세력 만회는 성공하지 못했다.
난왕 59년(기원전 256년), 진나라 장군 영규(嬴摎)의 공격을 받자, 서주 무공과 함께 진나라에 항복한 뒤 영토를 헌상했다. 주나라는 마침내 난왕 때에 이르러서 멸망하였다. 이 때문에 난왕은 진나라의 보호 아래에 들어갔고, 이후 난왕은 그 해를 넘기지 못하고 곧 사망했다. 진나라는 구정을 진의 수도로 옮겼고, 동주 정공을 동주군(東周君)으로 격하하였다.
이후 기원전 249년, 동주 정공이 주나라를 다시 재건하려고 계책을 꾀하자, 진나라는 동주를 공격하여 멸하고 동주 정공을 진나라로 옮겼다.